# Colombe de Cassin
Leptotila cassinii
Espèce
Statut de conservation UICN

 LC  : Préoccupation mineure
La Colombe de Cassin (Leptotila cassinii) est une espèce d’oiseaux appartenant à la famille des Columbidae.

## Description
Cet oiseau mesure environ 24 cm de longueur. Son plumage est dans l'ensemble gris mais teinté de chamois aux ailes. Chez certaines sous-espèces, la calotte et la nuque sont colorés de roux. Cette espèce ressemble beaucoup à la Colombe de Verreaux mais est un peu plus petite, présente des cercles oculaires rouges (au lieu de bleus) et moins de blanc à l'extrémité des rectrices externes.

## Répartition
Son aire s'étend de l'extrême sud-est du Mexique au nord-ouest de la Colombie.

## Habitat
Cet oiseau fréquente les forêts, les jardins et les plantations.

## Comportement
Cet oiseau vit solitaire ou en couple, parfois en compagnie de la Colombe de Verreaux.

## Sous-espèces
D'après la classification de référence (version 11.1, 2021) du Congrès ornithologique international, cette espèce est constituée des trois sous-espèces suivantes (ordre phylogénique) :
- Leptotila cassinii cerviniventris, Sclater, PL & Salvin, 1868	;
- Leptotila cassinii rufinucha, Sclater, PL & Salvin, 1873 ;
- Leptotila cassinii cassinii, Lawrence, 1867.